# 3e étape du Tour d'Italie 2025
Pour un article plus général, voir Tour d'Italie 2025.
La 3e étape du Tour d'Italie 2025 se déroule le dimanche 11 mai 2025 entre Vlora et Vlora, en Albanie, sur une distance de 160 km.

## Parcours
La dernière étape du triptyque albanais a son départ et son arrivée dans la station balnéaire de Vlora, au sud du pays. La première moitié de cette étape prend la direction du sud-est à l'intérieur des terres. Le profil vallonné comprend une côte de 4e catégorie franchie après 65,4 km de course. À mi-course, les coureurs changent de direction et longent un temps la Mer Adriatique en s'orientant vers le nord-ouest. La plus grosse difficulté du jour est l'ascension de 10,7 km d'Oafa e Llogarasë (col de Llogara, 2e catégorie) dont le sommet est franchi à 38,4 km de l'arrivée dans la ville de Vlora rejointe après une fin d'étape au profil descendant puis plat pour les 17 derniers kilomètres.

## Déroulement de la course
De nombreux mouvements rythment le début de course. Quatre hommes finissent par former la première échappée au long cours bientôt rejoints par deux autres coureurs. Les six hommes de tête sont Dries De Bondt (Decathlon AG2R La Mondiale), Lorenzo Germani (Groupama-FDJ), Joshua Tarling (Ineos Grenadiers), Mark Donovan (Q36.5 Pro Cycling), Chris Hamilton (Picnic-PostNL) et Alessandro Tonelli (Polti VisitMalta). Ils comptent un avantage maximal de trois minutes sur le peloton alors que De Bondt est lâché sur crevaison. À 45 kilomètres de l'arrivée, Pello Bilbao (Bahrain Victorious), Gianmarco Garofoli (Soudal-Quick-Step) et Lorenzo Fortunato (XDS Astana) sortent du peloton et partent en contre attaque. À 3,5 km du sommet du col de Llogara, Bilbao et Fortunato reprennent Hamilton et Tonelli, les deux derniers membres de l'échappée initiale puis s'isolent en tête pour franchir ce col. Bilbao et Fortunato sont finalement repris par le peloton à 17 km du terme. Bien lancé par Giulio Ciccone puis Mathias Vacek, Mads Pedersen s'impose au sprint pour la deuxième fois en trois jours et reprend le maillot rose.

## Résultats

### Classement de l'étape
| \| Classement de l'étape \| Classement de l'étape \| Classement de l'étape \| Classement de l'étape \| Classement de l'étape \| \| Coureur \| Coureur \| Pays \| Équipe \| Temps \| \| --------------------- \| --------------------- \| --------------------- \| ----------------------------- \| --------------------- \| \| 1er \| Mads Pedersen \| Danemark \| Lidl-Trek \| 3 h 49 min 47 s \| \| 2e \| Corbin Strong \| Nouvelle-Zélande \| Israel-Premier Tech \| + 0 s \| \| 3e \| Orluis Aular \| Venezuela \| Movistar Team \| + 0 s \| \| 4e \| Brandon Rivera \| Colombie \| Ineos Grenadiers \| + 0 s \| \| 5e \| Edoardo Zambanini \| Italie \| Bahrain Victorious \| + 0 s \| \| 6e \| Stefano Oldani \| Italie \| Cofidis \| + 0 s \| \| 7e \| Andrea Vendrame \| Italie \| Decathlon-AG2R La Mondiale \| + 0 s \| \| 8e \| Filippo Fiorelli \| Italie \| VF Group-Bardiani CSF-Faizanè \| + 0 s \| \| 9e \| Christian Scaroni \| Italie \| XDS Astana Team \| + 0 s \| \| 10e \| Davide De Pretto \| Italie \| Team Jayco AlUla \| + 0 s \| |                   |                  |                               |                 |
| |                   |                  |                               |                 |
| Source : ProCyclingStats |                   |                  |                               |                 |
| Classement de l'étape |                   |                  |                               |                 |
| Coureur | Coureur           | Pays             | Équipe                        | Temps           |
| 1er | Mads Pedersen     | Danemark         | Lidl-Trek                     | 3 h 49 min 47 s |
| 2e | Corbin Strong     | Nouvelle-Zélande | Israel-Premier Tech           | + 0 s           |
| 3e | Orluis Aular      | Venezuela        | Movistar Team                 | + 0 s           |
| 4e | Brandon Rivera    | Colombie         | Ineos Grenadiers              | + 0 s           |
| 5e | Edoardo Zambanini | Italie           | Bahrain Victorious            | + 0 s           |
| 6e | Stefano Oldani    | Italie           | Cofidis                       | + 0 s           |
| 7e | Andrea Vendrame   | Italie           | Decathlon-AG2R La Mondiale    | + 0 s           |
| 8e | Filippo Fiorelli  | Italie           | VF Group-Bardiani CSF-Faizanè | + 0 s           |
| 9e | Christian Scaroni | Italie           | XDS Astana Team               | + 0 s           |
| 10e | Davide De Pretto  | Italie           | Team Jayco AlUla              | + 0 s           |

### Points attribués pour le classement par points
| Sprint intermédiaire Gjorm (km 34,5) | Sprint intermédiaire Gjorm (km 34,5) | Sprint intermédiaire Gjorm (km 34,5) | Sprint intermédiaire Gjorm (km 34,5) | Sprint intermédiaire Gjorm (km 34,5) |
| ------------------------------------ | ------------------------------------ | ------------------------------------ | ------------------------------------ | ------------------------------------ |
|                                      | Coureur                              | Pays                                 | Équipe                               | Point(s)                             |
| 1er                                  | Alessandro Tonelli                   | Italie                               | Team Polti VisitMalta                | 12                                   |
| 2e                                   | Mark Donovan                         | Grande-Bretagne                      | Q36.5 Pro Cycling Team               | 8                                    |
| 3e                                   | Dries De Bondt                       | Belgique                             | Decathlon AG2R La Mondiale Team      | 5                                    |
| 4e                                   | Lorenzo Germani                      | Italie                               | Groupama - FDJ                       | 3                                    |
| 5e                                   | Chris Hamilton                       | Australie                            | Team Picnic PostNL                   | 1                                    |
| modifier                             |                                      |                                      |                                      |                                      |

| Sprint intermédiaire Gjilekë (km 107,1) | Sprint intermédiaire Gjilekë (km 107,1) | Sprint intermédiaire Gjilekë (km 107,1) | Sprint intermédiaire Gjilekë (km 107,1) | Sprint intermédiaire Gjilekë (km 107,1) |
| --------------------------------------- | --------------------------------------- | --------------------------------------- | --------------------------------------- | --------------------------------------- |
|                                         | Coureur                                 | Pays                                    | Équipe                                  | Point(s)                                |
| 1er                                     | Chris Hamilton                          | Australie                               | Team Picnic PostNL                      | 12                                      |
| 2e                                      | Alessandro Tonelli                      | Italie                                  | Team Polti VisitMalta                   | 8                                       |
| 3e                                      | Lorenzo Germani                         | Italie                                  | Groupama - FDJ                          | 5                                       |
| 4e                                      | Joshua Tarling                          | Grande-Bretagne                         | Ineos Grenadiers                        | 3                                       |
| 5e                                      | Mark Donovan                            | Grande-Bretagne                         | Q36.5 Pro Cycling Team                  | 1                                       |
| modifier                                |                                         |                                         |                                         |                                         |

| \| Arrivée d'étape Vlora (km 160) \| Arrivée d'étape Vlora (km 160) \| Arrivée d'étape Vlora (km 160) \| Arrivée d'étape Vlora (km 160) \| Arrivée d'étape Vlora (km 160) \| \| ------------------------------ \| ------------------------------ \| ------------------------------ \| --------------------------------- \| ------------------------------ \| \| \| Coureur \| Pays \| Équipe \| Point(s) \| \| 1er \| Mads Pedersen \| Danemark \| Lidl-Trek \| 25 \| \| 2e \| Corbin Strong \| Nouvelle-Zélande \| Israel - Premier Tech \| 18 \| \| 3e \| Orluis Aular \| Venezuela \| Movistar Team \| 12 \| \| 4e \| Brandon Rivera \| Colombie \| Ineos Grenadiers \| 8 \| \| 5e \| Edoardo Zambanini \| Italie \| Bahrain - Victorious \| 6 \| \| 6e \| Stefano Oldani \| Italie \| Cofidis \| 5 \| \| 7e \| Andrea Vendrame \| Italie \| Decathlon AG2R La Mondiale Team \| 4 \| \| 8e \| Filippo Fiorelli \| Italie \| VF Group - Bardiani CSF - Faizanè \| 3 \| \| 9e \| Christian Scaroni \| Italie \| XDS Astana Team \| 2 \| \| 10e \| Davide De Pretto \| Italie \| Team Jayco AlUla \| 1 \| \| modifier \| \| \| \| \| |                   |                  |                                   |          |
| Arrivée d'étape Vlora (km 160) |                   |                  |                                   |          |
| | Coureur           | Pays             | Équipe                            | Point(s) |
| 1er | Mads Pedersen     | Danemark         | Lidl-Trek                         | 25       |
| 2e | Corbin Strong     | Nouvelle-Zélande | Israel - Premier Tech             | 18       |
| 3e | Orluis Aular      | Venezuela        | Movistar Team                     | 12       |
| 4e | Brandon Rivera    | Colombie         | Ineos Grenadiers                  | 8        |
| 5e | Edoardo Zambanini | Italie           | Bahrain - Victorious              | 6        |
| 6e | Stefano Oldani    | Italie           | Cofidis                           | 5        |
| 7e | Andrea Vendrame   | Italie           | Decathlon AG2R La Mondiale Team   | 4        |
| 8e | Filippo Fiorelli  | Italie           | VF Group - Bardiani CSF - Faizanè | 3        |
| 9e | Christian Scaroni | Italie           | XDS Astana Team                   | 2        |
| 10e | Davide De Pretto  | Italie           | Team Jayco AlUla                  | 1        |
| modifier |                   |                  |                                   |          |

### Points attribués pour le classement du meilleur grimpeur
| Shakellës (km 65,4) 4e catégorie (5,3 km à 4,2%) | Shakellës (km 65,4) 4e catégorie (5,3 km à 4,2%) | Shakellës (km 65,4) 4e catégorie (5,3 km à 4,2%) | Shakellës (km 65,4) 4e catégorie (5,3 km à 4,2%) | Shakellës (km 65,4) 4e catégorie (5,3 km à 4,2%) |
| ------------------------------------------------ | ------------------------------------------------ | ------------------------------------------------ | ------------------------------------------------ | ------------------------------------------------ |
|                                                  | Coureur                                          | Pays                                             | Équipe                                           | Point(s)                                         |
| 1er                                              | Mark Donovan                                     | Grande-Bretagne                                  | Q36.5 Pro Cycling Team                           | 3                                                |
| 2e                                               | Lorenzo Germani                                  | Italie                                           | Groupama-FDJ                                     | 2                                                |
| 3e                                               | Alessandro Tonelli                               | Italie                                           | Team Polti VisitMalta                            | 1                                                |
| modifier                                         |                                                  |                                                  |                                                  |                                                  |

| Col de Llogara (km 121,6) 2e catégorie (10,7 km à 7,5%) | Col de Llogara (km 121,6) 2e catégorie (10,7 km à 7,5%) | Col de Llogara (km 121,6) 2e catégorie (10,7 km à 7,5%) | Col de Llogara (km 121,6) 2e catégorie (10,7 km à 7,5%) | Col de Llogara (km 121,6) 2e catégorie (10,7 km à 7,5%) |
| ------------------------------------------------------- | ------------------------------------------------------- | ------------------------------------------------------- | ------------------------------------------------------- | ------------------------------------------------------- |
|                                                         | Coureur                                                 | Pays                                                    | Équipe                                                  | Point(s)                                                |
| 1er                                                     | Lorenzo Fortunato                                       | Italie                                                  | XDS Astana Team                                         | 18                                                      |
| 2e                                                      | Pello Bilbao                                            | Espagne                                                 | Bahrain Victorious                                      | 8                                                       |
| 3e                                                      | Chris Hamilton                                          | Australie                                               | Team Picnic PostNL                                      | 6                                                       |
| 4e                                                      | Alessandro Tonelli                                      | Italie                                                  | Team Polti VisitMalta                                   | 4                                                       |
| 5e                                                      | Rafał Majka                                             | Pologne                                                 | UAE Team Emirates XRG                                   | 2                                                       |
| 6e                                                      | Damiano Caruso                                          | Italie                                                  | Bahrain Victorious                                      | 1                                                       |
| modifier                                                |                                                         |                                                         |                                                         |                                                         |

### Points attribués pour le classement Red Bull KM
| \| Red Bull KM Sprint Himarë (km 88,2) \| Red Bull KM Sprint Himarë (km 88,2) \| Red Bull KM Sprint Himarë (km 88,2) \| Red Bull KM Sprint Himarë (km 88,2) \| Red Bull KM Sprint Himarë (km 88,2) \| \| ----------------------------------- \| ----------------------------------- \| ----------------------------------- \| ----------------------------------- \| ----------------------------------- \| \| \| Coureur \| Pays \| Équipe \| Point(s) \| \| 1er \| Dries De Bondt \| Belgique \| Decathlon AG2R La Mondiale Team \| 15 \| \| 2e \| Mark Donovan \| Grande-Bretagne \| Q36.5 Pro Cycling Team \| 8 \| \| 3e \| Lorenzo Germani \| Italie \| Groupama - FDJ \| 5 \| \| 4e \| Alessandro Tonelli \| Italie \| Team Polti VisitMalta \| 3 \| \| 5e \| Joshua Tarling \| Grande-Bretagne \| Ineos Grenadiers \| 1 \| \| modifier \| \| \| \| \| |                    |                 |                                 |          |
| Red Bull KM Sprint Himarë (km 88,2) |                    |                 |                                 |          |
| | Coureur            | Pays            | Équipe                          | Point(s) |
| 1er | Dries De Bondt     | Belgique        | Decathlon AG2R La Mondiale Team | 15       |
| 2e | Mark Donovan       | Grande-Bretagne | Q36.5 Pro Cycling Team          | 8        |
| 3e | Lorenzo Germani    | Italie          | Groupama - FDJ                  | 5        |
| 4e | Alessandro Tonelli | Italie          | Team Polti VisitMalta           | 3        |
| 5e | Joshua Tarling     | Grande-Bretagne | Ineos Grenadiers                | 1        |
| modifier |                    |                 |                                 |          |

### Bonifications
|   | Coureur         | Pays            | Équipe                          | Secondes |
| - | --------------- | --------------- | ------------------------------- | -------- |
| 1 | Dries De Bondt  | Belgique        | Decathlon AG2R La Mondiale Team | 6 s      |
| 2 | Mark Donovan    | Grande-Bretagne | Q36.5 Pro Cycling Team          | 4 s      |
| 3 | Lorenzo Germani | Italie          | Groupama - FDJ                  | 2 s      |

|   | Coureur       | Pays             | Équipe                | Secondes |
| - | ------------- | ---------------- | --------------------- | -------- |
| 1 | Mads Pedersen | Danemark         | Lidl-Trek             | 10 s     |
| 2 | Corbin Strong | Nouvelle-Zélande | Israel - Premier Tech | 6 s      |
| 3 | Orluis Aular  | Venezuela        | Movistar Team         | 4 s      |

## Classements à l'issue de l'étape

### Classement général
| \| Classement général \| Classement général \| Classement général \| Classement général \| Classement général \| \| Coureur \| Coureur \| Pays \| Équipe \| Temps \| \| ------------------ \| ------------------ \| ------------------ \| ----------------------- \| ------------------ \| \| 1er \| Mads Pedersen \| Danemark \| Lidl-Trek \| 7 h 42 min 10 s \| \| 2e \| Primož Roglič \| Slovénie \| Red Bull-Bora-Hansgrohe \| + 9 s \| \| 3e \| Mathias Vacek \| Tchéquie \| Lidl-Trek \| + 14 s \| \| 4e \| Brandon McNulty \| États-Unis \| UAE Team Emirates XRG \| + 21 s \| \| 5e \| Juan Ayuso \| Espagne \| UAE Team Emirates XRG \| + 25 s \| \| 6e \| Isaac Del Toro \| Mexique \| UAE Team Emirates XRG \| + 26 s \| \| 7e \| Max Poole \| Royaume-Uni \| Team Picnic-PostNL \| + 33 s \| \| 8e \| Antonio Tiberi \| Italie \| Bahrain Victorious \| + 34 s \| \| 9e \| Michael Storer \| Australie \| Tudor Pro Cycling Team \| + 36 s \| \| 10e \| Giulio Ciccone \| Italie \| Lidl-Trek \| + 40 s \| |                 |             |                         |                 |
| |                 |             |                         |                 |
| Source : ProCyclingStats |                 |             |                         |                 |
| Classement général |                 |             |                         |                 |
| Coureur | Coureur         | Pays        | Équipe                  | Temps           |
| 1er | Mads Pedersen   | Danemark    | Lidl-Trek               | 7 h 42 min 10 s |
| 2e | Primož Roglič   | Slovénie    | Red Bull-Bora-Hansgrohe | + 9 s           |
| 3e | Mathias Vacek   | Tchéquie    | Lidl-Trek               | + 14 s          |
| 4e | Brandon McNulty | États-Unis  | UAE Team Emirates XRG   | + 21 s          |
| 5e | Juan Ayuso      | Espagne     | UAE Team Emirates XRG   | + 25 s          |
| 6e | Isaac Del Toro  | Mexique     | UAE Team Emirates XRG   | + 26 s          |
| 7e | Max Poole       | Royaume-Uni | Team Picnic-PostNL      | + 33 s          |
| 8e | Antonio Tiberi  | Italie      | Bahrain Victorious      | + 34 s          |
| 9e | Michael Storer  | Australie   | Tudor Pro Cycling Team  | + 36 s          |
| 10e | Giulio Ciccone  | Italie      | Lidl-Trek               | + 40 s          |

### Classement par points
| Classement par points | Classement par points | Classement par points | Classement par points         | Classement par points |
| Coureur               | Coureur               | Pays                  | Équipe                        | Points                |
| --------------------- | --------------------- | --------------------- | ----------------------------- | --------------------- |
| 1er                   | Mads Pedersen         | Danemark              | Lidl-Trek                     | 54 pts                |
| 2e                    | Alessandro Tonelli    | Italie                | Team Polti VisitMalta         | 35 pts                |
| 3e                    | Orluis Aular          | Venezuela             | Movistar Team                 | 24 pts                |
| 4e                    | Joshua Tarling        | Royaume-Uni           | Ineos Grenadiers              | 18 pts                |
| 5e                    | Corbin Strong         | Nouvelle-Zélande      | Israel-Premier Tech           | 18 pts                |
| 6e                    | Wout van Aert         | Belgique              | Team Visma \| Lease a Bike    | 18 pts                |
| 7e                    | Manuele Tarozzi       | Italie                | VF Group-Bardiani CSF-Faizanè | 17 pts                |
| 8e                    | Chris Hamilton        | Australie             | Team Picnic-PostNL            | 13 pts                |
| 9e                    | Primož Roglič         | Slovénie              | Red Bull-Bora-Hansgrohe       | 12 pts                |
| 10e                   | Sylvain Moniquet      | Belgique              | Cofidis                       | 11 pts                |

### Classement de la montagne
| Classement de la montagne | Classement de la montagne | Classement de la montagne | Classement de la montagne     | Classement de la montagne |
| Coureur                   | Coureur                   | Pays                      | Équipe                        | Points                    |
| ------------------------- | ------------------------- | ------------------------- | ----------------------------- | ------------------------- |
| 1er                       | Lorenzo Fortunato         | Italie                    | XDS Astana Team               | 28 pts                    |
| 2e                        | Sylvain Moniquet          | Belgique                  | Cofidis                       | 18 pts                    |
| 3e                        | Pello Bilbao              | Espagne                   | Bahrain Victorious            | 12 pts                    |
| 4e                        | Alessandro Tonelli        | Italie                    | Team Polti VisitMalta         | 11 pts                    |
| 5e                        | Giulio Ciccone            | Italie                    | Lidl-Trek                     | 9 pts                     |
| 6e                        | Alessandro Verre          | Italie                    | Arkéa-B&B Hotels              | 8 pts                     |
| 7e                        | Chris Hamilton            | Australie                 | Team Picnic-PostNL            | 6 pts                     |
| 8e                        | Mads Pedersen             | Danemark                  | Lidl-Trek                     | 4 pts                     |
| 9e                        | Mathias Vacek             | Tchéquie                  | Lidl-Trek                     | 4 pts                     |
| 10e                       | Manuele Tarozzi           | Italie                    | VF Group-Bardiani CSF-Faizanè | 4 pts                     |

### Classement du meilleur jeune
| Classement du meilleur jeune | Classement du meilleur jeune | Classement du meilleur jeune | Classement du meilleur jeune  | Classement du meilleur jeune |
| Coureur                      | Coureur                      | Pays                         | Équipe                        | Temps                        |
| ---------------------------- | ---------------------------- | ---------------------------- | ----------------------------- | ---------------------------- |
| 1er                          | Mathias Vacek                | Tchéquie                     | Lidl-Trek                     | 7 h 42 min 24 s              |
| 2e                           | Juan Ayuso                   | Espagne                      | UAE Team Emirates XRG         | + 11 s                       |
| 3e                           | Isaac Del Toro               | Mexique                      | UAE Team Emirates XRG         | + 12 s                       |
| 4e                           | Max Poole                    | Royaume-Uni                  | Team Picnic-PostNL            | + 19 s                       |
| 5e                           | Antonio Tiberi               | Italie                       | Bahrain Victorious            | + 20 s                       |
| 6e                           | Giulio Pellizzari            | Italie                       | Red Bull-Bora-Hansgrohe       | + 26 s                       |
| 7e                           | Davide Piganzoli             | Italie                       | Team Polti VisitMalta         | + 35 s                       |
| 8e                           | Felix Engelhardt             | Allemagne                    | Team Jayco AlUla              | + 1 min 11 s                 |
| 9e                           | Marco Frigo                  | Italie                       | Israel-Premier Tech           | + 2 min 08 s                 |
| 10e                          | Alessandro Pinarello         | Italie                       | VF Group-Bardiani CSF-Faizanè | + 2 min 10 s                 |

### Classement par équipes
| Classement par équipes | Classement par équipes     | Classement par équipes | Classement par équipes |
| Équipe                 | Équipe                     | Pays                   | Temps                  |
| ---------------------- | -------------------------- | ---------------------- | ---------------------- |
| 1re                    | Lidl-Trek                  | États-Unis             | 23 h 07 min 20 s       |
| 2e                     | UAE Team Emirates XRG      | Émirats arabes unis    | + 7 s                  |
| 3e                     | Red Bull-BORA-hansgrohe    | Allemagne              | + 15 s                 |
| 4e                     | Team Visma \| Lease a Bike | Pays-Bas               | + 47 s                 |
| 5e                     | Movistar Team              | Espagne                | + 1 min 35 s           |
| 6e                     | Team Jayco AlUla           | Australie              | + 2 min 10 s           |
| 7e                     | Q36.5 Pro Cycling Team     | Suisse                 | + 2 min 41 s           |
| 8e                     | XDS Astana Team            | Kazakhstan             | + 3 min 00 s           |
| 9e                     | Bahrain-Victorious         | Bahreïn                | + 3 min 24 s           |
| 10e                    | Team Picnic-PostNL         | Pays-Bas               | + 3 min 25 s           |

## Abandons
Aucun abandon.

## Sanctions
| Coureur           | Équipe                            | Sanctions | Raison |
| ----------------- | --------------------------------- | --- | --- |
| Kasper Asgreen    | EF Education - EasyPost           | · - 25 points UCI. · 500 CHF d'amende.                                                                           | Art. 2.12.007 8.3 "Coureur ou membre d’une équipe se débarrassant sans précaution d’un déchet ou de tout autre objet en dehors des zones de déchets, ou ne les retournant pas à un membre de l’organisation ou d’une équipe ou ne collectant pas des déchets leurs ayant été confiés ou jet à un spectateur. Se débarrasser d’un déchet ou de tout autre objet de manière dangereuse ou sans précaution (exemples : bidon ou autre objet rebondissant ou restant sur la chaussée, jet en direction d’un spectateur ou avec une force excessive, jet causant une manœuvre dangereuse d’un coureur ou d’un véhicule, jet causant le déplacement d’un spectateur sur la chaussée)." |
| Martin Marcellusi | VF Group - Bardiani CSF - Faizanè | · Relégué de la 8e à 85e place sur la ligne d'arrivée. · -7 points au classement par points. · 500 CHF d'amende. | Art. 2.12.007 5.1 "Déviation du couloir choisi en gênant ou en mettant en danger un autre coureur et sprint irrégulier (notamment tirer le maillot ou la selle d’un autre coureur, intimidation ou menace, coup de tête, de genoux, de coude, d’épaule ou de la main, etc.)." |
| Ben Turner        | INEOS Grenadiers                  | - 25 points UCI. 500 CHF d'amende.                                                                               | Art. 2.12.007 8.3 "Coureur ou membre d’une équipe se débarrassant sans précaution d’un déchet ou de tout autre objet en dehors des zones de déchets, ou ne les retournant pas à un membre de l’organisation ou d’une équipe ou ne collectant pas des déchets leurs ayant été confiés ou jet à un spectateur. Se débarrasser d’un déchet ou de tout autre objet de manière dangereuse ou sans précaution (exemples : bidon ou autre objet rebondissant ou restant sur la chaussée, jet en direction d’un spectateur ou avec une force excessive, jet causant une manœuvre dangereuse d’un coureur ou d’un véhicule, jet causant le déplacement d’un spectateur sur la chaussée)." |
|                   | Arkéa - B&B Hotels                | 500 CHF d'amende.                                                                                                | Art. 2.12.007 4.10.6 "Ravitaillement non autorisé sur une épreuve par étapes ravitaillement à pied en dehors de la zone de ravitaillement." |